# Santi Santamaria
Santiago Santamaria i Puig, más conocido como Santi Santamaria (San Celoni, Cataluña; 26 de julio de 1957 - Singapur, 16 de febrero de 2011), fue un cocinero español.

## Biografía
Su establecimiento Can Fabes, ubicado en su localidad natal, San Celoni, era uno de los más premiados por la Guía Michelin, con tres estrellas.
Escribió numerosos libros, todos relacionados con la cocina. El último se titulaba La cocina al desnudo, que fue premiado por Temas de Hoy y llegó a estar en las listas de los más vendidos en la sección de no ficción.
La polémica desatada en España, y ya con trascendencia europea al sumarse la prensa amarilla británica, fue intensa, pues el libro critica la llamada "cocina tecnoemocional o cocina molecular" de Ferran Adrià y sus seguidores por el uso de aditivos industriales que Santi consideraba más adecuados de la alimentación industrial y no propios de los grandes santuarios culinarios. Intervinieron incluso primeras figuras de la política como José Luis Rodríguez Zapatero y María Teresa Fernández de la Vega.
Murió a los 53 años a causa de un infarto de miocardio en el hotel Marina Bay de la ciudad de Singapur, donde tenía uno de sus restaurantes.

## Libros publicados
- La cocina de Santi Santamaria (1999)
- El mundo culinario de Santi Santamaria (2001)
- La cocina es bella (2004)
- El restaurante (2004)
- Entre llibres i fogons (2005)
- Palabra de cocinero (2005)
- El gusto de la salud (2007)
- La cocina sabia (2007)
- La cocina al desnudo (2008)